# Linta by
Linta by var en by som låg i stadsdelen Riksby i Bromma i Västerort i Stockholms län öster om Bromma kyrka vid nuvarande Kvarnbacksvägen. Där låg den medeltida Linta by ända in på 1500-talet.
Byn Linta existerade under 1100 år, från 500-talet och till slutet av 1600-talet. Byn låg under kyrkliga institutioner i Stockholm från cirka 1361. Egendomen Linta donerades då till Sankta Klara kloster. År 1549 var byn hospitalgods. Linta by och Ekeby låg då under Danvikens hospital och gårdarna brukas som en avelsgård. År 1569 lades gården som arv och eget, det vill säga att de ingick i kungens personliga jordinnehav, under Torvesund, det som senare blev Drottningholms slott. Byn bestod då av tre hemman. Så var fallet till 1641. Det året kom gårdarna i Lennart Torstensons på Ulvsunda ägor. Han lade in den nyförvärvade marken i säteriet. Byn Linta lades ner under senare hälften av 1600-talet.

## Vendeltida Linta by
Linta by växte fram som stormansgård under tidig vendeltid, en period som sträcker sig mellan folkvandringstiden och vikingatiden, från cirka år 550 till år 800. Vendeltiden är den mellersta perioden av yngre järnålder i Sveriges förhistoria, namngiven efter de rika arkeologiska fynden från båtgravfältet i Vendel nära Vendels kyrka norr om Uppsala. Perioden innefattar bland annat gravfält och båtgravar från Vendel och Valsgärde norr om Gamla Uppsala, och gravfältet vid Ultuna strax intill Fyrisån, en halvmil söder om Uppsala.
I skogsbacken öster om vägen till miljöstationen ligger flera husgrunder från den medeltida byn. Här låg den medeltida byn till in på 1500-talet. Linta by låg till en början högt uppe vid Lintabergets släta berghällar. Vid dessa berghällar växer idag blåbär och lingon samt enstaka hallon, stenbär och smultron, enligt Hans Törnsäter. Utefter det bergets västra sida ligger Linta bys gravfält (RAÄ28), som användes mellan 600-talet och 1100-talet. Linta gravfält är Brommas största med 73 gravar kvar och några stensättningar och högar. När Bromma flygplats, som invigdes 1939, skulle byggas företogs arkeologiska undersökningar och då undersöktes 14 gravar under åren 1933–1938.

## Medeltida Linta by var Brommas största by
Under medeltiden var Linta Brommas största by. På 1500-talet flyttade Glia by söderut ner till den gräsbevuxna sluttningen norr om Lillsjön mellan vad som idag är Kvarnbacksvägen och berget, där Linta gravfält är beläget. Nu är bytomten tätt övervuxen av slån och apel, gullviva och blodrot smyckar gläntorna om våren, enligt Hans Törnsäter. På backsluttningen söder om gravfältet syns terrasseringar svagt. På dessa sluttningar låg troligen husen i 1600-talsbyn, enligt arkeologen Hans Hansson.

## Byn är skriftligt belagd 1361
Linta by är omnämnd 1361 som Linitom och 1538 skrevs namnet Linitha. År 1641 införlivades byn med Ulvsunda och raserades då alldeles. Namnet Linta är skriftligt belagt 1361. Då gav fru Christina Månsdotter/Kristina Magnusdotter, (Bjälboättens oäkta gren) Stockby, som lydde under Djursholms slott till "sin dotter (Birgitta Finwids 4 markland och 4 örtugland i Linitorn, Bromma socken, säkerligen hela byn, och fick i vederlag 4 markland och 4 örtugsland i Hamarby i Hamarbo socken". Namnet Hamarby och Hamarbo torde vara det nutida Hammarby socken, Uppland, som 1291 stavades Hamarbo och 1323 Hamarby. Namnet kommer från kyrkbyn och innehåller hammar som betyder stenig höjd; stenbacke och by som betyder gård; by. Hammarby socken ligger vid Stockholmsåsen norr om Stockholm.
Samma dag donerades egendomen Linta till Sankta Klara kloster. Ett markland var under medeltiden i Svealand ett mått på värdet av en jordegendom, knutet till avkastningen snarare än till arealen. Ett markland = 8 öreland = 24 örtugland = 192 penningland = cirka 24 tunnland och 1 örtugland = cirka 4000–5000 m2. Linta ska enligt en obestyrkt uppgift ha varit ladugård under Gråmunkeklostret i Stockholm (Gråbrödraklostret) efter 1366. Då fastställde riddaren Magnus Håkansson sin moders, abbedissan Birgitta Finwidsdotters, donation av Linitta till Sankta Klara kloster.

## Gliavägen – Brommas äldsta väg
I äldre tider var Gliavägen förbindelsen mellan Ulvsunda och Bromma kyrka. Gliavägen är från förhistorisk tid och den sträckte sig från järnåldersgården Ulvsunda till Bromma kyrka, via Linta by. Runstenen, Gliastenen (RAÄ 38), stod tidigare längs Gliavägen på Glia gravbacke, men flyttades till Kvarnbacksvägen vid Linta gravfält 1951.
Gliavägen ligger i stadsdelen Bromma Kyrka. Enligt boken Stockholms gatunamn från 1992 har vägen "av ålder burit namnet efter gården Glia", enligt Namnberedningen (NB). Byn och senare gården Glia låg inom det nuvarande flygfältsområdet. Namnet Glia (I Glyo 1409) uppfattas av Jöran Sahlgren såsom ett bäcknamn, "bildat till samma stam som ordet gli i 'fiskyngel'" och med betydelsen "glänsande, glittrande". Glia gravfält (RAÄ 39) nås via nuvarande Gliavägen öster om och gångvägar genom Kortenslunds koloniområde, Koloniträdgårdsföreningen Linnéa, fram till en golfbana. Gravfältet ligger norr om golfbanan där.

## Torpet Glia
Vid Gliavägen i Riksby vid södra delen av nuvarande Bromma flygfält låg torpet Glia. Vid 1600-talets slut fanns tre torpare. År 1743 fanns fem torp. De gjorde dagsverken på Ulvsunda. På 1743 års karta förekommer namnet Glia på torp. Glia-namnet har också funnits på vikingatida- och medeltida byar, på ett frälsehemman och på ett kronohemman. Några andra torp har också legat på Glias ägor. Det var de tre torpen Dorpt, Nytorpet och Stenhammar. Torpen existerade under slutet av 1700-talet, men ödelades 1830–1850. Det framgår av sockenstämmoprotokoll 1746 att Eric Matsson i Glia resterade med en stock timmer till kyrkan. Enligt sockenstämma 27 juli 1755 skulle torparen Anders Olsson i Glia utge 5 1/3 fjärding råg och korn. Torparen är skriven för 2/3 mantal. Detsamma gällde torparen Eric Matsson, gift med Margareta Andersdotter.

## Arkeologiska undersökningar i Linta by
Platsen var gynnsam för bosättning under forntiden. Lintas gamla byplats låg i det låglänta röjda området väster om moränhöjden. De höga fosfatvärdena antyder detta. Höga fosfatvärden lagras i marken efter förmultning av avfall från måltider, spillning och slakt av boskap. Gravar ger något lägre fosfatvärden. Fosfatvärdena finns också utsatta på kartan på skylten, som finns uppsatt vid gravfältet. Gravfältet anlades på höjden och dess sluttningar. Där senare Bromma flygfält byggdes fanns tidigare ängs- och åkermarker. Källan eller brunnen för de boendes vatten var en viktig tillgång för bebyggelsen. Genom ett stensatt dike avvattnades brunnen. Diket fylldes dock igen vid undersökningarna på 1930-talet. I den stensatta brunnen påträffades inga fynd.

## Gravfynd i Linta by
På 1930-talet undersöktes platsen delvis. Man undersökte sju stensättningar, fyra husgrunder, en rektangulär yta, tolkad som boskapsfålla samt brunnen, och därefter återställdes platsen. I gravarna påträffades bronsspännen, ringsölja, bronsnål, järnnål, glaspärlor, skifferbryne, bröd, krossade lerkärl och nitnaglar. Dessutom fanns brända ben från de döda som enligt dåtida sed kremerades. I husgrunderna, som tillhört den medeltida byn Linta, hittades järnbeslag, järnfragment, skifferbryne, ett tyskt silvermynt från 1000-talet och en supkopp av tenn troligen från 1500-talet.